# 38. BAFTA-gála
A 38. BAFTA-gálát 1985-ben tartották, melynek keretében a Brit film- és televíziós akadémia az 1984. év legjobb filmjeit és alkotóit díjazta.

## Díjazottak és jelöltek
(a díjazottak félkövérrel vannak jelölve)

### Legjobb film
Gyilkos mezők
- Párizs, Texas
- Magánpraxis
- Az öltöztető

### Legjobb idegen nyelvű film
Carmen • Spanyolország
- Martin Guerre visszatér (Le Retour de Martin Guerre) • Franciaország
- Swann szerelme (Un amour de Swann) • Franciaország/Nyugat-Németország
- Vidéki vasárnap (Un dimanche à la campagne) • Franciaország

### David Lean-díj a legjobb rendezésért
Wim Wenders - Párizs, Texas
- Peter Yates - Az öltöztető
- Roland Joffé - Gyilkos mezők
- Sergio Leone - Volt egyszer egy Amerika

### Legjobb elsőfilmes
Haing S. Ngor - Gyilkos mezők
- Rupert Everett - Egy másik ország
- John Lynch - Cal
- Tim Roth - Az áruló

### Legjobb főszereplő
Haing S. Ngor - Gyilkos mezők
- Sam Waterston - Gyilkos mezők
- Albert Finney - Az öltöztető
- Tom Courtenay - Az öltöztető

### Legjobb női főszereplő
Maggie Smith - Magánpraxis
- Helen Mirren - Cal
- Meryl Streep - Silkwood
- Shirley MacLaine - Becéző szavak

### Legjobb férfi mellékszereplő
Denholm Elliott - Magánpraxis
- Michael Elphick - Gorkij Park
- Ian Holm - Greystoke - Tarzan, a majmok ura
- Ralph Richardson - Greystoke - Tarzan, a majmok ura

### Legjobb női mellékszereplő
Liz Smith - Magánpraxis
- Eileen Atkins - Az öltöztető
- Tuesday Weld - Volt egyszer egy Amerika
- Cher - Silkwood

### Legjobb adaptált forgatókönyv
Gyilkos mezők - Bruce Robinson
- Egy másik ország - Julian Mitchell
- Az öltöztető - Ronald Harwood
- Párizs, Texas - Sam Shepard

### Legjobb eredeti forgatókönyv
Broadway Danny Rose - Woody Allen
- A nagy borzongás - Lawrence Kasdan, Barbara Benedek
- Házitündér varázsszóra - Bill Forsyth
- Magánpraxis - Alan Bennett

### Legjobb operatőri munka
Gyilkos mezők
- Tűzvonalban
- Indiana Jones és a végzet temploma
- Egy másik ország

### Legjobb jelmez
Volt egyszer egy Amerika
- Farkasok társasága
- A bostoniak
- Swann szerelme

### Legjobb vágás
Gyilkos mezők
- Tűzvonalban
- Indiana Jones és a végzet temploma
- Egy másik ország

### Legjobb smink
Greystoke - Tarzan, a majmok ura
- Gyilkos mezők
- Az öltöztető
- Farkasok társasága

### Anthony Asquith-díj a legjobb filmzenének
Volt egyszer egy Amerika - Ennio Morricone
- Gyilkos mezők - Mike Oldfield
- Carmen - Paco de Lucía
- Párizs, Texas - Ry Cooder

### Legjobb díszlet
Gyilkos mezők
- Greystoke - Tarzan, a majmok ura
- 1984
- Farkasok társasága

### Legjobb hang
Gyilkos mezők
- Carmen
- Greystoke - Tarzan, a majmok ura
- Indiana Jones és a végzet temploma

### Legjobb vizuális effektek
Indiana Jones és a végzet temploma
- Szellemirtók
- Farkasok társasága
- Gyilkos mezők